# Meroselenidium keilini
Meroselenidium keilini is een soort in de taxonomische indeling van de Myzozoa, een stam van microscopische parasitaire dieren. Het organisme komt uit het geslacht Meroselenidium en behoort tot de familie Selenidioididae. Meroselenidium keilini werd in 1933 ontdekt door Mackinnon & Ray.